# Ana María Estupiñán
Ana María Estupiñán García (Bogotá, 7 de abril de 1992) es una actriz y cantante colombiana, reconocida por su participación en telenovelas como La Pola, La ronca de oro, La niña, Amar y vivir, Oye bonita, Al otro lado del muro y Rigo.

## Biografía

### Primeros años
Hija de Juan Carlos Estupiñán y Liliana García, desde los 12 años ingresa en una academia del canal Caracol. Desde pequeña ha participado en comerciales junto con sus hermanos Laura Estupiñan, Felipe Estupiñán, María Andrea Estupiñán y María Paula Estupiñán.

### Carrera
Su papel como lAS 
heroína de la independencia colombiana Policarpa Salavarrieta (en su etapa joven) en la telenovela La Pola la consagró como uno de los talentos jóvenes de la televisión colombiana. 
La actriz fue contratada para trabajar en varios proyectos de Caracol Televisión, actuando como protagonista en las series La Niña, Toni, la chef. 
Para el 2008 tuvo una participacion como la novia de pipe en padres e hijos siendo un rol menor donde vivió la epoca del cambio de felipe de el bachiller a la universidad, contó con un hermano en la novela siendo siendo el actor Juvenal Camacholas tramas fueron parte de la transición del noviazgo y uno de los temas fuertes para el personaje de pipe quien fué interpretado por Rafael Londoño fueron  "mi primera vez con una mujer, retraso menstrual yposibilidad de un embarazo" siendo una participación cerca a los primeros seis meses de ese año puesto que ambos personajes siendo la novia y el cuñado saliendo de la trama de la novela, En el 2014, tuvo un rol importante interpretando a la famosa cantante, Helenita Vargas en sus años de juventud; en la serie basada en la vida de Helenita Vargas llamada La ronca de oro, en la cual Estupiñán apareció en varios capítulos como protagonista principal y donde pudo hacer gala, también, de su talento. La actriz también comentó algunas de sus experiencias al momento de grabar y de ser elegida para la producción.

«Sus movimientos cuando cantaba, la tonalidad de su voz, su acento y su esencia, fue lo más difícil de trabajar»
Ana María, sobre su interpretación.

Ha interpretado papeles como cantante en Amar y vivir (versión de 2020) interpretando a Irene Toro.

## Filmografía

### Televisión
| Año       | Título                                | Personaje                                        | País                      |
| --------- | ------------------------------------- | ------------------------------------------------ | ------------------------- |
| 2008-2010 | Oye bonita                            | Chiquinquirá "Chiqui" Maestre Urbina             | Bandera de Colombia       |
| 2010      | Amor sincero                          | Omaira Giraldo                                   | Bandera de Colombia       |
| 2010-2011 | La Pola                               | Policarpa Salavarrieta "La Pola" (Joven)         | Bandera de Colombia       |
| 2013      | Allá te espero                        | Juana "Juanita" Salazar Restrepo                 | Bandera de Colombia       |
| 2013-2014 | Mamá también                          | Mariana Cadavid                                  | Bandera de Colombia       |
| 2014      | La ronca de oro                       | Sofía Helena "Helenita" Vargas Marulanda (Joven) | Bandera de Colombia       |
| 2015      | Toni, la chef                         | Antonia "Toni" Parra Velázquez                   | Bandera de Estados Unidos |
| 2016      | La niña                               | Belky Rocío Bustamante Pinzón "Sara"             | Bandera de Colombia       |
| 2018      | Al otro lado del muro                 | Karina Sullivan                                  | Bandera de Estados Unidos |
| 2019      | Decisiones: Unos ganan, otros pierden | Bibi Molina "Ep13: Amor de madre"                | Bandera de Estados Unidos |
| 2020      | Amar y vivir                          | Irene Romero de Herrera                          | Bandera de Colombia       |
| 2023-2024 | Rigo                                  | Michelle Alejandra Durango López                 | Bandera de Colombia       |

### Cine
| Año  | Título                 | Personaje          |
| ---- | ---------------------- | ------------------ |
| 2015 | Dos mujeres y una vaca | Hermelinda         |
| 2020 | Sobre ruedas           | Catalina Carretera |
| 2023 | Esmeralda (Corto)      | Esmeralda          |
| 2024 | Lotus (Corto)          | Renata             |
| 2025 | Algo azul              | Viri               |

### Reality
| Año  | Título               | Rol                       |
| ---- | -------------------- | ------------------------- |
| 2019 | Noches con Platanito | Ella misma (Invitada)     |
| 2021 | MasterChef Celebrity | Ella misma (Participante) |

## Premios y nominaciones

### Premios India Catalina
| Año  | Categoría                                      | Trabajo         | Resultado |
| ---- | ---------------------------------------------- | --------------- | --------- |
| 2017 | Mejor actriz protagónica de telenovela o serie | La niña         | Ganadora  |
| 2015 | Mejor actriz protagónica de telenovela o serie | La ronca de oro | Nominada  |
| 2011 | Revelación del año                             | La Pola         | Nominada  |

### Premios TV y Novelas
| Año  | Categoría                             | Trabajo         | Resultado |
| ---- | ------------------------------------- | --------------- | --------- |
| 2017 | Mejor actriz protagónica de serie     | La niña         | Nominada  |
| 2015 | Mejor actriz protagónica de serie     | La ronca de oro | Nominada  |
| 2014 | Mejor actriz protagónica de serie     | Mamá también    | Nominada  |
| 2014 | Mejor actriz de reparto de telenovela | Allá te espero  | Ganadora  |
| 2011 | Revelación del año                    | La Pola         | Ganadora  |

### Premios Talento Caracol
| Año  | Categoría                | Trabajo         | Resultado |
| ---- | ------------------------ | --------------- | --------- |
| 2015 | Mejor actriz protagónica | La ronca de oro | Nominada  |

### Nickelodeon Kids Choice Award
Kids Choice Awards Colombia
| Año  | Categoría             | Trabajo         | Resultado |
| ---- | --------------------- | --------------- | --------- |
| 2015 | Actriz de TV Favorita | Toni, la chef   | Ganadora  |
| 2014 | Actriz de TV Favorita | La ronca de oro | Nominada  |

Kids Choice Awards México
| Año  | Categoría             | Trabajo       | Resultado |
| ---- | --------------------- | ------------- | --------- |
| 2015 | Actriz de TV Favorita | Toni, la chef | Nominada  |